# Premi Tony a la millor actriu de repartiment de musical
Aquesta és una relació de les guanyadores del Premi Tony en un paper de repartiment a un musical. Es concedeix des de 1950.

## Premis i nominacions

### 1950s
| Any                  | Actriu               | Musical            | Personatge |
| -------------------- | -------------------- | ------------------ | ---------- |
| 1950 4t Premis Tony  |                      |                    |            |
| Juanita Hall         | South Pacific        | Bloody Mary        |            |
| 1951 5è Premis Tony  |                      |                    |            |
| Isabel Bigley        | Guys and Dolls       | Sarah Brown        |            |
| 1952 6è Premis Tony  |                      |                    |            |
| Helen Gallagher      | Pal Joey             | Gladys Bumps       |            |
| 1953 7è Premis Tony  |                      |                    |            |
| Sheila Bond          | Wish You Were Here   | Fay Fromkin        |            |
| 1954 8è Premis Tony  |                      |                    |            |
| Gwen Verdon          | Can-Can              | Claudine           |            |
| 1955 9è Premis Tony  |                      |                    |            |
| Carol Haney          | The Pajama Game      | Gladys Hotchkiss   |            |
| 1956 10è Premis Tony |                      |                    |            |
| Lotte Lenya          | The Threepenny Opera | Jenny              |            |
| Rae Allen            | Damn Yankees         | Gloria Thorpe      |            |
| Pat Carroll          | Catch a Star         | Various Characters |            |
| Judy Tyler           | Pipe Dream           | Suzy               |            |
| 1957 11è Premis Tony |                      |                    |            |
| Edie Adams           | Lil' Abner           | Daisy Mae          |            |
| Virginia Gibson      | Happy Hunting        | Beth Livingstone   |            |
| Irra Petina          | Candide              | The Old Lady       |            |
| Jo Sullivan Loesser  | The Most Happy Fella | Rosabella          |            |
| 1958 12è Premis Tony |                      |                    |            |
| Barbara Cook         | The Music Man        | Marian Paroo       |            |
| Susan Johnson        | Oh, Captain!         | Mae                |            |
| Carol Lawrence       | West Side Story      | Maria              |            |
| Jackie McKeever      | Oh, Captain!         | Mrs. Maud St.James |            |
| Josephine Premice    | Jamaica              | Ginger             |            |
| 1959 13è Premis Tony |                      |                    |            |
| Pat Stanley          | Goldilocks           | Lois Lee           |            |
| Julienne Marie       | Whoop-Up             | Mary Champlain     |            |

### 1960s
| Any | Actriu                                     | Musical                                         | Personatge |
| --- | ------------------------------------------ | ----------------------------------------------- | ---------- |
| 1960 14è Premis Tony                                                                                       |                                            |                                                 |            |
| Patricia Neway                                                                                             | The Sound of Music                         | Mother Abbess                                   |            |
| Sandra Church                                                                                              | Gypsy                                      | Louise                                          |            |
| Pert Kelton                                                                                                | Greenwillow                                | Gramma Briggs                                   |            |
| Lauri Peters i Kathy Dunn, Evanna Lien, Mary Susan Locke, Marilyn Robers, William Snowden i Joseph Stewart | The Sound of Music                         | Liesl von Trapp i els altres sis nens Von Trapp |            |
| 1961 15è Premis Tony                                                                                       |                                            |                                                 |            |
| Tammy Grimes                                                                                               | The Unsinkable Molly Brown                 | Molly Tobin                                     |            |
| Nancy Dussault                                                                                             | Do Re Mi                                   | Tilda Mullen                                    |            |
| Chita Rivera                                                                                               | Bye Bye Birdie                             | Rosie Alvarez                                   |            |
| 1962 16è Premis Tony                                                                                       |                                            |                                                 |            |
| Phyllis Newman                                                                                             | Subways Are for Sleeping                   | Martha Vail                                     |            |
| Elizabeth Allen                                                                                            | The Gay Life                               | Magda                                           |            |
| Barbara Harris                                                                                             | From the Second City                       | Diversos personatges                            |            |
| Barbra Streisand                                                                                           | I Can Get It for You Wholesale             | Miss Marmelstein                                |            |
| 1963 17è Premis Tony                                                                                       |                                            |                                                 |            |
| Anna Quayle                                                                                                | Stop the World – I Want to Get Off         | Evie / Anya / Ilse / Ginnie                     |            |
| Ruth Kobart                                                                                                | Golfus de Roma                             | Domina                                          |            |
| Virginia Martin                                                                                            | Little Me                                  | Young Belle Poitrine                            |            |
| Louise Troy                                                                                                | Tovarich                                   | Natalia Mayovskaya                              |            |
| 1964 18è Premis Tony                                                                                       |                                            |                                                 |            |
| Tessie O'Shea                                                                                              | The Girl Who Came to Supper                | Ada Cockle                                      |            |
| Julienne Marie                                                                                             | Foxy                                       | Celia                                           |            |
| Kay Medford                                                                                                | Funny Girl                                 | Rose Brice                                      |            |
| Louise Troy                                                                                                | High Spirits                               | Ruth Condomine                                  |            |
| 1965 19è Premis Tony                                                                                       |                                            |                                                 |            |
| Maria Karnilova                                                                                            | Fiddler on the Roof                        | Golde                                           |            |
| Luba Lisa                                                                                                  | I Had a Ball                               | Addie                                           |            |
| Carrie Nye                                                                                                 | Half a Sixpence                            | Helen Walsingham                                |            |
| Barbara Windsor                                                                                            | Oh, What a Lovely War!                     | Diversos personatges                            |            |
| 1966 20è Premis Tony                                                                                       |                                            |                                                 |            |
| Bea Arthur                                                                                                 | Mame                                       | Vera Charles                                    |            |
| Helen Gallagher                                                                                            | Sweet Charity                              | Nickie                                          |            |
| Patricia Marand                                                                                            | It's a Bird...It's a Plane...It's Superman | Lois Lane                                       |            |
| Charlotte Rae                                                                                              | Pickwick                                   | Mrs. Bardell                                    |            |
| 1967 21è Premis Tony                                                                                       |                                            |                                                 |            |
| Peg Murray                                                                                                 | Cabaret                                    | Fraulein Kost                                   |            |
| Leland Palmer                                                                                              | A Joyful Noise                             | Miss Jimmie                                     |            |
| Josephine Premice                                                                                          | A Hand Is on the Gate                      | Diversos personatges                            |            |
| Susan Watson                                                                                               | A Joyful Noise                             | Jenny Lee                                       |            |
| 1968 22è Premis Tony                                                                                       |                                            |                                                 |            |
| Lillian Hayman                                                                                             | Hallelujah, Baby!                          | Momma                                           |            |
| Geula Gill                                                                                                 | The Grand Music Hall of Israel             | Diversos personatges                            |            |
| Julie Gregg                                                                                                | The Happy Time                             | Laurie Mannon                                   |            |
| Alice Playten                                                                                              | Henry, Sweet Henry                         | Lillian 'Lili' Kafritz                          |            |
| 1969 23è Premis Tony                                                                                       |                                            |                                                 |            |
| Marian Mercer                                                                                              | Promises, Promises                         | Marge MacDougall                                |            |
| Sandy Duncan                                                                                               | Canterbury Tales                           | Molly / Allison / May / The Sweetheart          |            |
| Lorraine Serabian                                                                                          | Zorba                                      | Leader                                          |            |
| Virginia Vestoff                                                                                           | 1776                                       | Abigail Adams                                   |            |

### 1970s
| Any                   | Actriu                                | Musical                      | Personatge |
| --------------------- | ------------------------------------- | ---------------------------- | ---------- |
| 1970 24ns Premis Tony |                                       |                              |            |
| Melba Moore           | Purlie                                | Lutiebell Gussie Mae Jenkins |            |
| Bonnie Franklin       | Applause                              | Bonnie the Gypsy             |            |
| Penny Fuller          | Applause                              | Eve Harrington               |            |
| Melissa Hart          | Georgy                                | Meredith                     |            |
| 1971 25ns Premis Tony |                                       |                              |            |
| Patsy Kelly           | No, No, Nanette                       | Pauline                      |            |
| Barbara Barrie        | Company                               | Sarah                        |            |
| Pamela Myers          | Company                               | Marta                        |            |
| 1972 26ns Premis Tony |                                       |                              |            |
| Linda Hopkins         | Inner City                            | Diversos personatges         |            |
| Adrienne Barbeau      | Grease                                | Betty Rizzo                  |            |
| Bernadette Peters     | On the Town                           | Hildy Esterhazy              |            |
| Beatrice Winde        | Ain't Supposed to Die a Natural Death | Diversos personatges         |            |
| 1973 27ns Premis Tony |                                       |                              |            |
| Patricia Elliott      | A Little Night Music                  | Countess Charlotte Malcolm   |            |
| Hermione Gingold      | A Little Night Music                  | Madame Armfeldt              |            |
| Patsy Kelly           | Irene                                 | Mrs. O'Dare                  |            |
| Irene Ryan            | Pippin                                | Berthe                       |            |
| 1974 28ns Premis Tony |                                       |                              |            |
| Janie Sell            | Over Here!                            | Mitzi                        |            |
| Leigh Beery           | Cyrano                                | Roxana                       |            |
| Maureen Brennan       | Candide                               | Cunégonde                    |            |
| June Gable            | Candide                               | The Old Lady                 |            |
| Ernestine Jackson     | Raisin                                | Ruth Younger                 |            |
| 1975 29ns Premis Tony |                                       |                              |            |
| Dee Dee Bridgewater   | The Wiz                               | Glinda                       |            |
| Susan Browning        | Goodtime Charley                      | Agnès Sorel                  |            |
| Zan Charisse          | Gypsy                                 | Louise                       |            |
| Taina Elg             | Where's Charley?                      | Donna Lucia D'Alvadorez      |            |
| Kelly Garrett         | The Night That Made America Famous    | Diversos personatges         |            |
| Donna Theodore        | Shenandoah                            | Ann Anderson                 |            |
| 1976 30ns Premis Tony |                                       |                              |            |
| Kelly Bishop          | A Chorus Line                         | Sheila Bryant                |            |
| Priscilla Lopez       | A Chorus Line                         | Diana Morales                |            |
| Patti LuPone          | The Robber Bridegroom                 | Rosamund Musgrove            |            |
| Virginia Seidel       | Very Good Eddie                       | Elsie Darling                |            |
| 1977 31ns Premis Tony |                                       |                              |            |
| Delores Hall          | Your Arms Too Short to Box with God   | Diversos personatges         |            |
| Ellen Greene          | The Threepenny Opera                  | Jenny                        |            |
| Millicent Martin      | Side by Side by Sondheim              | Diversos personatges         |            |
| Julia McKenzie        | Side by Side by Sondheim              | Diversos personatges         |            |
| 1978 32ns Premis Tony |                                       |                              |            |
| Nell Carter           | Ain't Misbehavin'                     | Nell                         |            |
| Imogene Coca          | On the Twentieth Century              | Letitia Primrose             |            |
| Ann Reinking          | Dancin'                               | Diversos personatges         |            |
| Charlayne Woodard     | Ain't Misbehavin'                     | Charlayne                    |            |
| 1979 33ns Premis Tony |                                       |                              |            |
| Carlin Glynn          | The Best Little Whorehouse in Texas   | Mona Stangley                |            |
| Joan Ellis            | The Best Little Whorehouse in Texas   | Shy                          |            |
| Millicent Martin      | King of Hearts                        | Madame Madeleine             |            |
| Maxine Sullivan       | My Old Friends                        | Mrs. Cooper                  |            |

### 1980s
| Any                  | Actriu                                       | Musical                                       | Personatge |
| -------------------- | -------------------------------------------- | --------------------------------------------- | ---------- |
| 1980 34è Premis Tony |                                              |                                               |            |
| Priscilla Lopez      | A Day in Hollywood / A Night in the Ukraine  | Gino / Usherette                              |            |
| Debbie Allen         | West Side Story                              | Anita                                         |            |
| Josie de Guzman      | West Side Story                              | Maria                                         |            |
| Glenn Close          | Barnum                                       | Charity 'Chairy' Barnum                       |            |
| 1981 35è Premis Tony |                                              |                                               |            |
| Marilyn Cooper       | Woman of the Year                            | Jan Donovan                                   |            |
| Phyllis Hyman        | Sophisticated Ladies                         | Diversos personatges                          |            |
| Wanda Richert        | 42nd Street                                  | Peggy Sawyer                                  |            |
| Lynne Thigpen        | Tintypes                                     | Sussanah                                      |            |
| 1982 36è Premis Tony |                                              |                                               |            |
| Liliane Montevecchi  | Nine                                         | Liliane La Fleur                              |            |
| Karen Akers          | Nine                                         | Luisa Contini                                 |            |
| Anita Morris         | Nine                                         | Carla Albanese                                |            |
| Laurie Beechman      | Joseph and the Amazing Technicolor Dreamcoat | The Narrator                                  |            |
| 1983 37è Premis Tony |                                              |                                               |            |
| Betty Buckley        | Cats                                         | Grizabella                                    |            |
| Christine Andreas    | On Your Toes                                 | Frankie Frayne                                |            |
| Karla Burns          | Show Boat                                    | Queenie                                       |            |
| Denny Dillon         | My One and Only                              | Mickey                                        |            |
| 1984 38è Premis Tony |                                              |                                               |            |
| Lila Kedrova         | Zorba                                        | Madame Hortense                               |            |
| Martine Allard       | The Tap Dance Kid                            | Emma                                          |            |
| Liz Callaway         | Baby                                         | Lizzie Fields                                 |            |
| Dana Ivey            | Sunday in the Park with George               | Yvonne / Naomi Eisen                          |            |
| 1985 39è Premis Tony |                                              |                                               |            |
| Leilani Jones        | Grind                                        | Satin                                         |            |
| Evalyn Baron         | Quilters                                     | Daughter of the Frontier                      |            |
| Mary Beth Peil       | The King and I                               | Anna Leonowens                                |            |
| Lenka Peterson       | Quilters                                     | Sarah                                         |            |
| 1986 40è Premis Tony |                                              |                                               |            |
| Bebe Neuwirth        | Sweet Charity                                | Nickie                                        |            |
| Patti Cohenour       | The Mystery of Edwin Drood                   | Rosa Bud / Deirdre Peregrine                  |            |
| Jana Schneider       | The Mystery of Edwin Drood                   | Helena Landless / Janet Conover               |            |
| Elisabeth Welch      | Jerome Kern Goes to Hollywood                | Diversos personatges                          |            |
| 1987 41è Premis Tony |                                              |                                               |            |
| Frances Ruffelle     | Les Misérables                               | Éponine                                       |            |
| Judy Kuhn            | Les Misérables                               | Cosette                                       |            |
| Jane Connell         | Me and My Girl                               | Duchess Maria                                 |            |
| Jane Summerhays      | Me and My Girl                               | Jaqueline 'Jackie' Carstone                   |            |
| 1988 42è Premis Tony |                                              |                                               |            |
| Judy Kaye            | The Phantom of the Opera                     | Carlotta Guidicelli                           |            |
| Leleti Khumalo       | Sarafina!                                    | Sarafina                                      |            |
| Alyson Reed          | Cabaret                                      | Sally Bowles                                  |            |
| Regina Resnik        | Cabaret                                      | Fraulein Schneider                            |            |
| 1989 43a Premis Tony |                                              |                                               |            |
| Debbie Gravitte      | Jerome Robbins' Broadway                     | Hildy Esterhazy / Mazeppa / Rosalia / Company |            |
| Jane Lanier          | Jerome Robbins' Broadway                     | Diversos personatges                          |            |
| Faith Prince         | Jerome Robbins' Broadway                     | Ma / Tessie / Company                         |            |
| Julie Wilson         | Legs Diamond                                 | Flo                                           |            |

### 1990s
| Any                   | Actriu                                    | Musical                    | Personatge |
| --------------------- | ----------------------------------------- | -------------------------- | ---------- |
| 1990 44è Premis Tony  |                                           |                            |            |
| Randy Graff           | City of Angels                            | Oolie / Donna              |            |
| Jane Krakowski        | Grand Hotel                               | Freida Flamm / Flaemmchen  |            |
| Kathleen Rowe McAllen | Aspects of Love                           | Giulietta Trapani          |            |
| Crista Moore          | Gypsy                                     | Louise                     |            |
| 1991 45è Premis Tony  |                                           |                            |            |
| Daisy Eagan           | The Secret Garden                         | Mary Lennox                |            |
| Alison Fraser         | The Secret Garden                         | Martha Sowerby             |            |
| Cady Huffman          | The Will Rogers Follies                   | Ziegfeld's Favorite        |            |
| LaChanze              | Once on This Island                       | Ti Moune                   |            |
| 1992 46è Premis Tony  |                                           |                            |            |
| Tonya Pinkins         | Jelly's Last Jam                          | Anita                      |            |
| Liz Larsen            | The Most Happy Fella                      | Cleo                       |            |
| Vivian Reed           | The High Rollers Social and Pleasure Club | Enchantress                |            |
| Barbara Walsh         | Falsettos                                 | Trina                      |            |
| 1993 47è Premis Tony  |                                           |                            |            |
| Andrea Martin         | My Favorite Year                          | Alice Miller               |            |
| Marcia Mitzman Gaven  | The Who's Tommy                           | Nora Walker                |            |
| Jan Graveson          | Blood Brothers                            | Linda                      |            |
| Lainie Kazan          | My Favorite Year                          | Belle Carroca              |            |
| 1994 48è Premis Tony  |                                           |                            |            |
| Audra McDonald        | Carousel                                  | Carrie Pipperidge          |            |
| Marcia Lewis          | Grease                                    | Miss Lynch                 |            |
| Sally Mayes           | She Loves Me                              | Ilona Ritter               |            |
| Marin Mazzie          | Passion                                   | Clara                      |            |
| 1995 49è Premis Tony  |                                           |                            |            |
| Gretha Boston         | Show Boat                                 | Queenie                    |            |
| Brenda Braxton        | Smokey Joe's Cafe                         | Various Characters         |            |
| B.J. Crosby           | Smokey Joe's Cafe                         | Various Characters         |            |
| DeLee Lively          | Smokey Joe's Cafe                         | Various Characters         |            |
| 1996 50è Premis Tony  |                                           |                            |            |
| Ann Duquesnay         | Bring in 'da Noise, Bring in 'da Funk     | 'da Singer / The Chanteuse |            |
| Joohee Choi           | The King and I                            | Tuptim                     |            |
| Veanne Cox            | Company                                   | Amy                        |            |
| Idina Menzel          | Rent                                      | Maureen Johnson            |            |
| 1997 51è Premis Tony  |                                           |                            |            |
| Lillias White         | The Life                                  | Sonja                      |            |
| Marcia Lewis          | Chicago                                   | Matron Mama Morton         |            |
| Andrea Martin         | Candide                                   | The Old Lady               |            |
| Debra Monk            | Steel Pier                                | Shelby Stevens             |            |
| 1998 52è Premis Tony  |                                           |                            |            |
| Audra McDonald        | Ragtime                                   | Sarah                      |            |
| Anna Kendrick         | High Society                              | Dinah Lord                 |            |
| Tsidii Le Loka        | The Lion King                             | Rafiki                     |            |
| Mary Louise Wilson    | Cabaret                                   | Fraulein Schneider         |            |
| 1999 53a Premis Tony  |                                           |                            |            |
| Kristin Chenoweth     | You're a Good Man, Charlie Brown          | Sally Brown                |            |
| Gretha Boston         | It Ain't Nothin' But the Blues            | Diversos personatges       |            |
| Valarie Pettiford     | Fosse                                     | Diversos personatges       |            |
| Mary Testa            | On the Town                               | Madame Maude P. Dilly      |            |

### 2000s
| Any                   | Actriu                                     | Musical                                   | Personatge |
| --------------------- | ------------------------------------------ | ----------------------------------------- | ---------- |
| 2000 54è Premis Tony  |                                            |                                           |            |
| Karen Ziemba          | Contact                                    | Wife                                      |            |
| Laura Benanti         | Swing!                                     | Diversos personatges                      |            |
| Ann Hampton Callaway  | Swing!                                     | Diversos personatges                      |            |
| Eartha Kitt           | The Wild Party                             | Dolores                                   |            |
| Deborah Yates         | Contact                                    | Girl in a Yellow Dress / Gina Minetti     |            |
| 2001 55è Premis Tony  |                                            |                                           |            |
| Cady Huffman          | The Producers                              | Ulla                                      |            |
| Polly Bergen          | Follies                                    | Carlotta Campion                          |            |
| Kathleen Freeman      | The Full Monty                             | Jeanette Burmeister                       |            |
| Kate Levering         | 42nd Street                                | Peggy Sawyer                              |            |
| Mary Testa            | 42nd Street                                | Maggie Jones                              |            |
| 2002 56è Premis Tony  |                                            |                                           |            |
| Harriet Sansom Harris | Thoroughly Modern Millie                   | Mrs. Meers                                |            |
| Laura Benanti         | Into the Woods                             | Cinderella                                |            |
| Spencer Kayden        | Urinetown                                  | Little Sally                              |            |
| Judy Kaye             | Mamma Mia!                                 | Rosie Mulligan                            |            |
| Andrea Martin         | Oklahoma!                                  | Aunt Eller                                |            |
| 2003 57è Premis Tony  |                                            |                                           |            |
| Jane Krakowski        | Nine                                       | Carla Albanese                            |            |
| Mary Stuart Masterson | Nine                                       | Luisa Contini                             |            |
| Chita Rivera          | Nine                                       | Liliane La Fleur                          |            |
| Tammy Blanchard       | Gypsy                                      | Louise                                    |            |
| Ashley Tuttle         | Movin' Out                                 | Judy                                      |            |
| 2004 58è Premis Tony  |                                            |                                           |            |
| Anika Noni Rose       | Caroline, or Change                        | Emmie Thibodeaux                          |            |
| Beth Fowler           | The Boy from Oz                            | Marion Woolnough                          |            |
| Isabel Keating        | The Boy from Oz                            | Judy Garland                              |            |
| Jennifer Westfeldt    | Wonderful Town                             | Eileen Sherwood                           |            |
| Karen Ziemba          | Never Gonna Dance                          | Mabel Pritt                               |            |
| 2005 59è Premis Tony  |                                            |                                           |            |
| Sara Ramirez          | Spamalot                                   | Lady of the Lake                          |            |
| Joanna Gleason        | Dirty Rotten Scoundrels                    | Muriel Eubanks                            |            |
| Celia Keenan-Bolger   | The 25th Annual Putnam County Spelling Bee | Olive Ostrovsky                           |            |
| Jan Maxwell           | Chitty Chitty Bang Bang                    | Baroness Bomburst                         |            |
| Kelli O'Hara          | The Light in the Piazza                    | Clara Johnson                             |            |
| 2006 60è Premis Tony  |                                            |                                           |            |
| Beth Leavel           | The Drowsy Chaperone                       | The Drowsy Chaperone / Beatrice Stockwell |            |
| Carolee Carmello      | Lestat                                     | Gabrielle de Lioncourt                    |            |
| Felicia P. Fields     | The Color Purple                           | Sofia Johnson                             |            |
| Elisabeth Withers     | The Color Purple                           | Shug Avery                                |            |
| Megan Lawrence        | The Pajama Game                            | Gladys Hotchkiss                          |            |
| 2007 61è Premis Tony  |                                            |                                           |            |
| Mary Louise Wilson    | Grey Gardens                               | 'Big Edie' Beale                          |            |
| Charlotte d'Amboise   | A Chorus Line                              | Cassie Ferguson                           |            |
| Rebecca Luker         | Mary Poppins                               | Winifred Banks                            |            |
| Orfeh                 | Legally Blonde                             | Paulette Bonafonté                        |            |
| Karen Ziemba          | Curtains                                   | Georgia Hendricks                         |            |
| 2008 62è Premis Tony  |                                            |                                           |            |
| Laura Benanti         | Gypsy                                      | Louise                                    |            |
| Loretta Ables Sayre   | South Pacific                              | Bloody Mary                               |            |
| De'Adre Aziza         | Passing Strange                            | Edwina / Marianna / Sudabey               |            |
| Andrea Martin         | Young Frankenstein                         | Frau Blücher                              |            |
| Olga Merediz          | In the Heights                             | Abuela Claudia                            |            |
| 2009 63è Premis Tony  |                                            |                                           |            |
| Karen Olivo           | West Side Story                            | Anita                                     |            |
| Jennifer Damiano      | Next to Normal                             | Natalie Goodman                           |            |
| Haydn Gwynne          | Billy Elliot the Musical                   | Georgia Wilkinson                         |            |
| Carole Shelley        | Billy Elliot the Musical                   | Grandma                                   |            |
| Martha Plimpton       | Pal Joey                                   | Gladys Bumps                              |            |

### 2010s
| Any                    | Actriu                                           | Musical                            | Personatge |
| ---------------------- | ------------------------------------------------ | ---------------------------------- | ---------- |
| 2010 64è Premis Tony   |                                                  |                                    |            |
| Katie Finneran         | Promises, Promises                               | Marge MacDougall                   |            |
| Barbara Cook           | Sondheim on Sondheim                             | Various Characters                 |            |
| Angela Lansbury        | A Little Night Music                             | Madame Armfeldt                    |            |
| Karine Plantadit       | Come Fly Away                                    | Kate                               |            |
| Lillias White          | Fela!                                            | Funmilayo Kuti                     |            |
| 2011 65è Premis Tony   |                                                  |                                    |            |
| Nikki M. James         | The Book of Mormon                               | Nabulungi Hatimbi                  |            |
| Laura Benanti          | Women on the Verge of a Nervous Breakdown        | Candela                            |            |
| Patti LuPone           | Women on the Verge of a Nervous Breakdown        | Lucia                              |            |
| Tammy Blanchard        | How to Succeed in Business Without Really Trying | Hedy La Rue                        |            |
| Victoria Clark         | Sister Act                                       | Mother Superior                    |            |
| 2012 66è Premis Tony   |                                                  |                                    |            |
| Judy Kaye              | Nice Work If You Can Get It                      | Estonia Dulworth                   |            |
| Elizabeth A. Davis     | Once                                             | Réza                               |            |
| Jayne Houdyshell       | Follies                                          | Hattie Walker                      |            |
| Jessie Mueller         | On a Clear Day You Can See Forever               | Melinda Wells                      |            |
| Da'Vine Joy Randolph   | Ghost the Musical                                | Oda Mae Brown                      |            |
| 2013 67è Premis Tony   |                                                  |                                    |            |
| Andrea Martin          | Pippin                                           | Berthe                             |            |
| Annaleigh Ashford      | Kinky Boots                                      | Lauren                             |            |
| Victoria Clark         | Rodgers and Hammerstein's Cinderella             | Marie / Fairy Godmother            |            |
| Keala Settle           | Hands on a Hardbody                              | Norma Valverde                     |            |
| Lauren Ward            | Matilda the Musical                              | Miss Jennifer "Jenny" Honey        |            |
| 2014 68è Premis Tony   |                                                  |                                    |            |
| Lena Hall              | Hedwig and the Angry Inch                        | Yitzhak                            |            |
| Linda Emond            | Cabaret                                          | Fräulein Schneider                 |            |
| Anika Larsen           | Beautiful: The Carole King Musical               | Cynthia Weil                       |            |
| Adriane Lenox          | After Midnight                                   | Various Characters                 |            |
| Lauren Worsham         | A Gentleman's Guide to Love and Murder           | Phoebe D'Ysquith                   |            |
| 2015 69è Premis Tony   |                                                  |                                    |            |
| Ruthie Ann Miles       | The King and I                                   | Lady Thiang                        |            |
| Victoria Clark         | Gigi                                             | Mamita                             |            |
| Judy Kuhn              | Fun Home                                         | Helen Fontana Bechdel              |            |
| Sydney Lucas           | Fun Home                                         | Small Alison                       |            |
| Emily Skeggs           | Fun Home                                         | Medium Alison                      |            |
| 2016 70è Premis Tony   |                                                  |                                    |            |
| Renée Elise Goldsberry | Hamilton                                         | Angelica Schuyler                  |            |
| Danielle Brooks        | The Color Purple                                 | Sofia Johnson                      |            |
| Jane Krakowski         | She Loves Me                                     | Ilona Ritter                       |            |
| Jennifer Simard        | Disaster!                                        | Sister Mary Downy                  |            |
| Adrienne Warren        | Shuffle Along                                    | Gertrude Saunders / Florence Mills |            |
| 2017 71è Premis Tony   |                                                  |                                    |            |
| Rachel Bay Jones       | Dear Evan Hansen                                 | Heidi Hansen                       |            |
| Kate Baldwin           | Hello, Dolly!                                    | Irene Molloy                       |            |
| Stephanie J. Block     | Falsettos                                        | Trina                              |            |
| Jenn Colella           | Come from Away                                   | Annette, Beverley Bass, and others |            |
| Mary Beth Peil         | Anastasia                                        | Dowager Empress Maria Feodorovna   |            |
| 2018 72è Premis Tony   |                                                  |                                    |            |
| Lindsay Mendez         | Carousel                                         | Carrie Pipperidge                  |            |
| Renée Fleming          | Carousel                                         | Nettie Fowler                      |            |
| Ariana DeBose          | Summer: The Donna Summer Musical                 | Disco Donna                        |            |
| Ashley Park            | Mean Girls                                       | Gretchen Wieners                   |            |
| Diana Rigg             | My Fair Lady                                     | Mrs. Higgins                       |            |
| 2019 73è Premis Tony   |                                                  |                                    |            |
| Ali Stroker            | Oklahoma!                                        | Ado Annie Carnes                   |            |
| Lilli Cooper           | Tootsie                                          | Julie Nichols                      |            |
| Sarah Stiles           | Tootsie                                          | Sandy Lester                       |            |
| Amber Gray             | Hadestown                                        | Persephone                         |            |
| Mary Testa             | Oklahoma!                                        | Aunt Eller                         |            |

### 2020s
| 2020 74è Premis Tony     |                                                |                       |     |
| Lauren Patten            | Jagged Little Pill                             | Jo Taylor             |     |
| Kathryn Gallagher        | Jagged Little Pill                             | Bella Fox             |     |
| Celia Rose Gooding       | Jagged Little Pill                             | Frankie Healy         |     |
| Robyn Hurder             | Moulin Rouge! The Musical                      | Nini Legs-in-the-Air  |     |
| Myra Lucretia Taylor     | Tina: The Tina Turner Musical                  | Gran Georgeanna       |     |
| 2021 No se celebrà       | N/D                                            | N/D                   | N/D |
| 2022 75ns Premis Tony    |                                                |                       |     |
| Patti LuPone             | Company                                        | Joanne                |     |
| Jeannette Bayardelle     | Girl from the North Country                    | Mrs. Neilsen          |     |
| Shoshana Bean            | Mr. Saturday Night                             | Susan Young           |     |
| Jayne Houdyshell         | The Music Man                                  | Mrs. Shinn            |     |
| L Morgan Lee             | A Strange Loop                                 | Thought 1             |     |
| Jennifer Simard          | Company                                        | Sarah                 |     |
| 2023 76ns Premis Tony    |                                                |                       |     |
| Bonnie Milligan          | Kimberly Akimbo                                | Aunt Debra            |     |
| Julia Lester             | Into the Woods                                 | Little Red Ridinghood |     |
| Ruthie Ann Miles         | Sweeney Todd: The Demon Barber of Fleet Street | The Beggar Woman      |     |
| NaTasha Yvette Williams  | Some Like It Hot                               | Sweet Sue             |     |
| Betsy Wolfe              | & Juliet                                       | Anne Hathaway         |     |
| 2024 77ns Premis Tony    |                                                |                       |     |
| Kecia Lewis              | Hell's Kitchen                                 | Miss Liza Jane        |     |
| Shoshana Bean            | Hell's Kitchen                                 | Jersey                |     |
| Amber Iman               | Lempicka                                       | Rafaela               |     |
| Nikki M. James           | Suffs                                          | Ida B. Wells          |     |
| Leslie Rodriguez Kritzer | Spamalot                                       | Lady of the Lake      |     |
| Lindsay Mendez           | Merrily We Roll Along                          | Mary Flynn            |     |
| Bebe Neuwirth            | Cabaret                                        | Fraulein Schneider    |     |

## Múltiples premis
2 premis
- Judy Kaye
- Andrea Martin
- Audra McDonald

## Múltiples nominacions
| 5 Nominacions - Andrea Martin 4 Nominacions - Laura Benanti 3 Nominacions - Victoria Clark - Judy Kaye - Jane Krakowski - Patti LuPone - Mary Testa - Karen Ziemba | 2 Nominacions - Tammy Blanchard - Gretha Boston - Barbara Cook - Helen Gallagher - Jayne Houdyshell - Cady Huffman - Patsy Kelly - Judy Kuhn - Marcia Lewis - Priscilla Lopez - Julienne Marie - Millicent Martin - Audra McDonald - Mary Beth Peil - Josephine Premice - Chita Rivera - Jennifer Simard - Louise Troy - Lillias White - Mary Louise Wilson |

## Estadístiques
- Hi ha un paper que ha donat el premi a les dues actius que l'han interpretat: Marge MacDougall in Promises, Promises:
  - 1969 – Marian Mercer
  - 2010 – Katie Finneran
- Hi ha diverses guanyadores del mateix musical, però mai per interpretar el mateix paper:
  - Nine: Liliane Montevecchi, com Liliane la Fleur, el 1982, i Jane Krakowski, com Carla, el 2003.
- El musical Nine té el record de nominacions combinades a les seves actrius, curiosament dues nominacions per cada paper, el 1982 i el 2003:
  - Liliane Montevecchi (1982) i Chita Rivera (2003), com Liliane la Fleur;
  - Karen Akers (1982) i Mary Stuart Masterson (2003), com Louisa Contini;
  - Anita Morris (1982) i Jane Krakowski (2003), com Carla Albanese.
- El paper de Louise a té el rècord de nominacions en aquesta categoria, amb cinc.
  - 1960 – Sandra Church
  - 1975 – Zan Charisse
  - 1990 – Crista Moore
  - 2003 – Tammy Blanchard
  - 2008 – Laura Benanti
- Audra McDonald és l'única que l'ha aconseguit guanyar en dues ocasions. El rècord de nominacions, però, el té Andrea Martin amb 4 nominacions i un premi.
- El màxim interval entre dues nominacions per a una actriu el té Barbara Cook, sent nominada per The Music Man (1958) i per Sondheim on Sondheim (2010), és a dir, 52 anys.
- El màxim interval entre dues nominacions per a un personatge el té Gladys, de The Pajama Game; amb Carol Haney guanyant el 1955 i Megan Lawrence sent nominada el 2006, separades per 51 anys.
- Daisy Eagan és la guanyadora més jove, amb només 11 anys quan va guanyar-lo per The Secret Garden el 1991. Mary Louise Wilson és la guanyadora de més edat, rebent el premi per Grey Gardens el 2007 als 74 anys.